# Паник стая
„Паник стая“ (на английски: Panic Room) е американски игрален филм от 2002 година на режисьора Дейвид Финчър с Джоди Фостър и Форест Уитакър в главните роли.
В началото Никол Кидман е ангажирана за ролята на Мег Олтман, но се отказва поради контузия на коляното по време на снимките на „Мулен Руж“. Въпреки това, нейният глас озвучава приятелката на Стивън Олтман в разговора и с Мег Олтман по телефона.
Въпреки че филмът не може да се похвали със забележителни актьорски изпълнения, „Паник стая“ се харесва преди всичко, заради интелигентно написания сценарий и добре премерената кинематография, която разкрива способността на режисьора Дейвид Финчър да движи камерата през различни обекти с помощта на специални ефекти.